# Samurai Abstinence Patrol
Samurai Abstinence Patrol är en låt av det amerikanska komedibandet Ninja Sex Party som släpptes som deras trettonde singel den 10 maj 2016. Låten var tidigare med på deras tredje studioalbum Attitude City släppt 17 juli 2015.